# Demi-espace

Le plan rouge détermine le demi-espace bleu.

En mathématiques, la notion de demi-espace peut se définir de façon intuitive comme étant l'une des deux parties de l'espace que l'on aurait partagé avec un plan. En physique, on parle de milieu semi-infini.

## Définition générale
Soient E un espace affine réel, g une application affine non constante de E dans R et H l'hyperplan affine d'équation g(x) = 0.
Les deux demi-espaces fermés délimités par H sont l'ensemble F+ des points x tels que g(x) ≥ 0 et l'ensemble F– des points x tels que g(x) ≤ 0.

## Exemple en dimension 3
Soit un plan P d'équation cartésienne : ax + by + cz + d = 0
L'inéquation ax + by + cz + d ≥ 0 définit un demi-espace délimité par P.